# Wally Monson
Walter George Monson, detto Wally (Winnipeg, 29 novembre 1908 – Winnipeg, 9 gennaio 1988), è stato un hockeista su ghiaccio canadese.
Ha vinto la medaglia d'oro olimpica nell'hockey su ghiaccio con la nazionale maschile canadese alle Olimpiadi invernali di Lake Placid 1932.